# Karelska jägarbrigaden
Karelska jägarbrigaden, ryska: Каре́льская е́герская брига́да, var en avdelt truppenhet inom Röda armén, verksam i Karelska ASSR mellan 1925 och 1935. Enheten hette ursprungligen Karelska jägarbataljonen innan den 1931 ombildades till en brigad.
Jägarbrigaden grundades på initiativ av Edvard Gylling, ordförande för Karelska ASSR. Den skulle garantera republikens säkerhet mot eventuella hot från Finland. Under stora utrensningen pekades brigaden ut av OGPU som kontrarevolutionär och upplöstes 1935.

## Historik

### Bakgrund
Sedan bildandet av Karelska arbetarkommunen hade idéer funnits hos regeringen i Petrozavodsk att upprätta ett eget försvar. Ett visst hot kändes också mot den finsktalande regeringen från GPU i Olonets. I september 1920 inbjöd arbetarkommunens ordförande Edvard Gylling Antti Poikkinen och Otto Ville Kuusinen till Petrozavodsk för att bilda en finskspråkig avdelt trupp, vari Poikkinen och Kuusinen skulle bli officerare. Av detta blev dock intet. I april 1923 tillät kommunistpartiet republikerna i Sovjetunionen att bilda nationella truppavdelningar och centralkommittén gav sitt godkännande för saken i augusti. De nationella trupperna skulle få tala sitt modersmål, men officerskåren skulle behärska ryska. I juli 1923 ombildades Karelska arbetarkommunen till en socialistisk autonom republik, Karelska ASSR. Därmed fick republiken ett eget folkkommissariat för krigsfrågor, som underställdes Leningrads militärdistrikt.
Befolkningen i arbetarkommunen hade varit friskriven från militärtjänstgöring, men i augusti 1925 infördes värnplikt för alla födda 1903. För det ändamålet bildades den 15 oktober 1925 Karelska avdelta jägarbataljonen. Till befälhavare utsågs Eyolf Mattsson. Officerskåren bestod huvudsakligen av finländare, antingen veteraner från finska inbördeskriget eller utbildade vid Röda armén. Även folkkommissarien för krigsfrågor, Johannes Heikkonen, var finländare. Mattsson hade under finska inbördeskriget iakttagit de tyskutbildade jägarsoldaternas professionalitet och hade redan tidigare föreslagit att centralkommittén skulle skicka agenter till Finland för att studera hur jägarna byggt upp landets försvarsmakt.

### Organisation

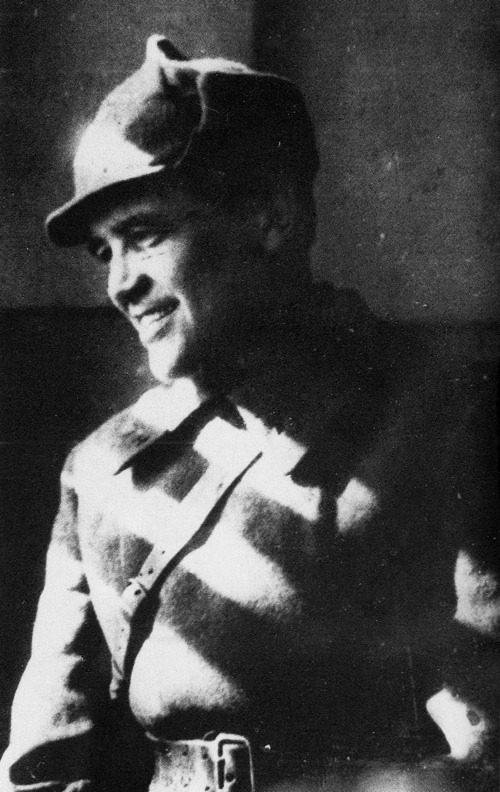
Eyolf Mattsson var kommendant för jägarbataljonen 1925–1928 och för jägarbrigaden 1931–1934.

Bataljonen planerades bestå av 781 man, fördelade på fyra kompanier; ett kulsprutekompani och tre gevärskompanier. Därtill skulle bataljonen äga 75 hästar och 39 fordon. Till utrustningen hörde 18 kulsprutor och sex lätta kulsprutor samt 450 gevär med bajonetter. Befälen var beväpnade med Nagant-revolvrar. Bataljonen hade också en artilleripjäs och en granatkastare. Två varianter av militärtjänst erbjöds. Så kallad "kadertjänstgöring" varade i två år och "territorialtjänstgöring" i fem år. Vid "territorialtjänstgöring" kombinerades utbildning i 8–12 månader med ordinär militärtjänst. De inkallade förväntades sommartid arbeta vid jordbruket och avlöstes då av andra trupper. Det första antalet inkallade uppgick till 600 man. Bataljonen indelades i två avdelningar; den ena med staben och artilleriet placerades i Petrozavodsk och den andra avdelningen förlades till Olonets.
Vid tiden för bataljonens tillkomst utgjorde finländarna mellan 1 och 3,2 procent av befolkningen i Karelska ASSR. Trots det besattes viktiga administrativa poster av finländare. Förhållandet mellan ryska och finländska officerare var från början ansträngt. Ryska soldater utbildades separat och hade egna officerare. Karelska soldater ville inte underkasta sig obligatorisk undervisning i finska, utan förordade att ryska skulle vara gemensamt språk. Eyolf Mattsson anklagades av ryssarna för diskriminering och förflyttades 1928 från bataljonen. Fem finländska officerare tvingades 1931 ta avsked och några av dem greps kort därpå, anklagade för spioneri.
Regeringen i Petrozavodsk varnade 1930 centralkommittén för risker för väpnad konflikt med Finland och vädjade att jägarbataljonen skulle ombildas till en jägarbrigad. Brigader återinfördes i Röda armén 1930 och propån godkändes. Brigaden uppdelades på två bataljoner; den ena (på 750 man) placerades i Petrozavodsk och den andra (på 600 man) i Olonets. En tredje bataljon bestående av 300 ryssar lär ha bildats 1933 och ska ha varit förlagd till Medvezjegorsk och Kem. Brigadens sammanlagda styrka uppgick till nära 2 000 man. Förutom den gamla utrustningen försågs brigaden med bergsartilleri. Eyolf Mattsson placerades åter vid brigaden och var dess kommendant 1931–1934.

### Stora utrensningen
I november 1933 beordrade högsta militärrådet i Moskva att jägarbrigadens manskap skulle återgå till civilt arbete. OGPU hävdade att det inom brigaden fanns en fientlig organisation bestående av trettiotalet personer och ledd av ekonomiofficeren Paavo Linnala. Linnala greps i december 1933 och sköts. Kommendant Eyolf Mattsson förflyttades 1934 till en division i Stalingrad och efterträddes av karelaren Michail Kalman. Eftersom jägarbrigaden identifierats som ett hot av OGPU, förbjöds finska kommunistpartiet att ha några förbindelser med brigaden. Arresteringarna blev fler på våren 1935 när ett femtiotal finländska officerare dömdes för konspirerande mot sovjetmakten och för att ha försökt "sälja ut" jägarbrigaden till Finland.
Den 16–17 augusti 1935 greps flera officerare ur brigaden. Några officerare kommenderades till andra platser i Sovjetunionen eller avskedades. Politbyrån förbjöd i november 1935 nationella truppavdelningar och därmed upplöstes jägarbrigaden. I dess ställe förlades en division från Jaroslavl till Petrozavodsk och samtidigt avvecklades den finländska sektionen vid Leningrads infanteriskola. Pjotr Irklis, som nyligen blivit Karelens förste partisekreterare sedan Kustaa Rovio avsatts, utpekade jägarbrigaden som ett tillhåll för "borgerlig nationalism". Nästan hela ledningen för bataljonen i Olonets arresterades.
Ett skäl till OGPU/NKVD:s angrepp på brigaden var en förfalskad utredning som menade att en konspiration involverande Finlands generalstab opererade på flera håll i Karelen, i synnerhet inom brigaden. Jagoda redogjorde för misstankarna för Stalin i en skrivelse 1933. Över 1 000 personer greps i Karelen och Leningrad till följd av den påstådda konspirationen. 1956–1962 frikändes de som dömts för spionage för Finlands generalstab på 1930-talet och anklagelserna förklarades som falska.